# Haus mit den Löwen

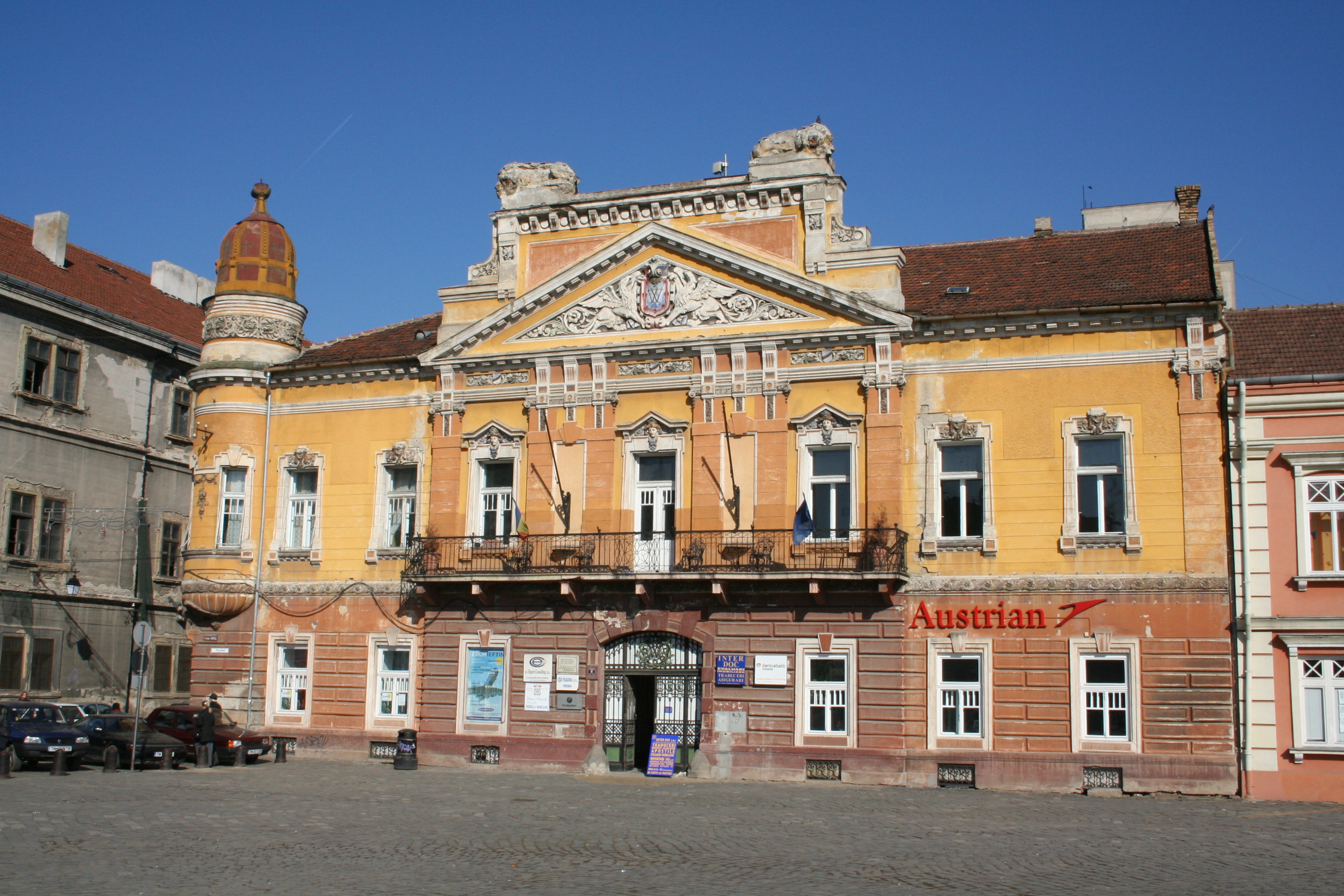
Haus mit den Löwen, 2008

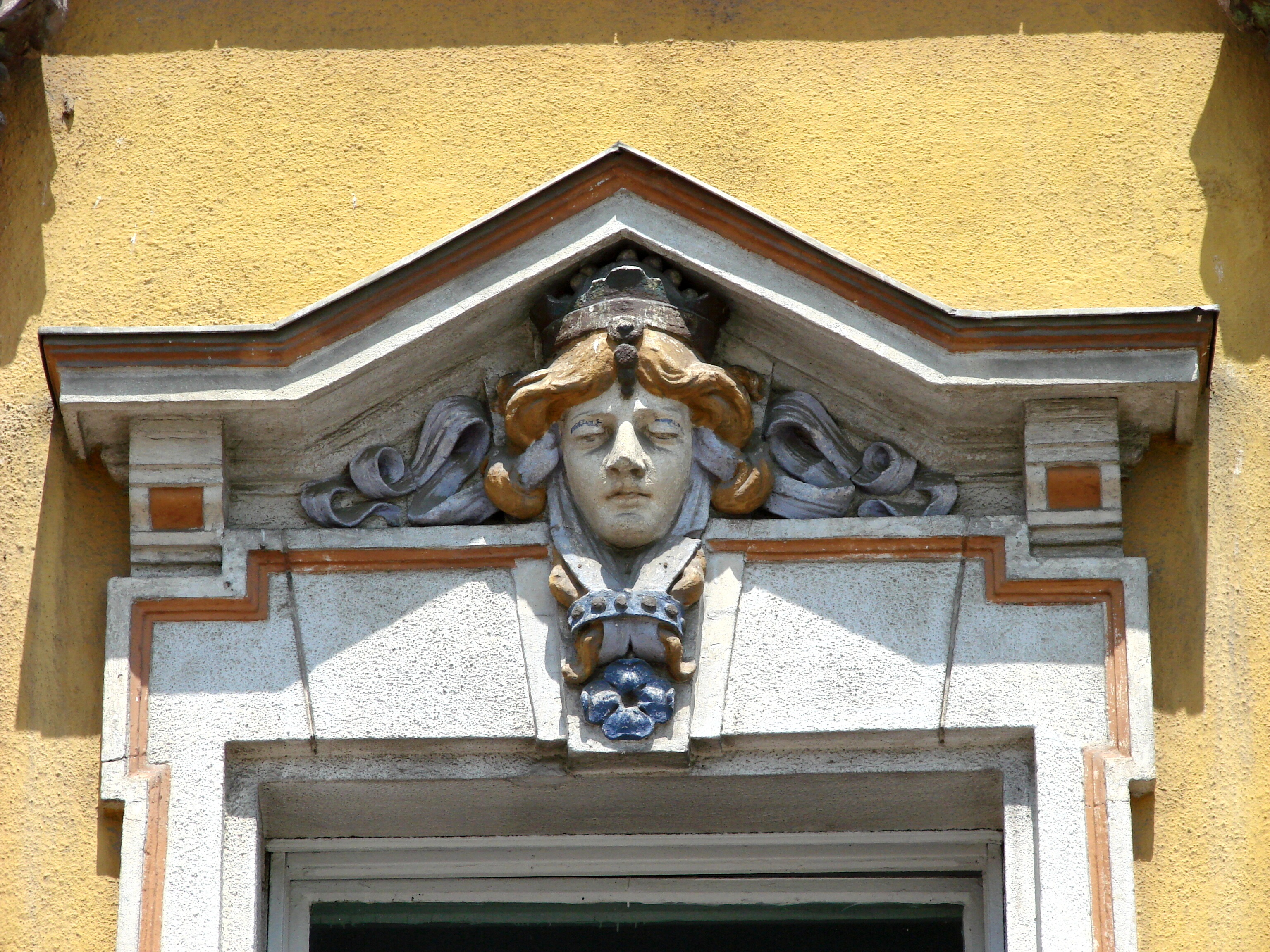
Maskaron an der Außenfassade

Das Haus mit den Löwen (rumänisch Casa cu lei, volkstümlich Löwenhaus) ist ein barockes „historisches Monument“ (rumänisch Monument istoric) im nordwestlich gelegenen Teil des Piața Unirii in Timișoara, Rumänien.

## Geschichte
Im Jahr 1758 fand ein erstes zweigeschossiges Gebäude auf diesem Grundstück Erwähnung. Das Gebäude wurde um die Wende zum 20. Jahrhundert im Stil des habsburgischen Barocks im Stil der Wiener Secession der 1900er Jahre restauriert. Anlässlich dieser Umbauarbeiten erhielt die Fassade einen als Turm ausgeführten Erker, die beiden namensgebenden, heute aber stark verwitterten Löwen auf dem Dach, und das Wappen der Eigentümer, der Familie des Unternehmers Weiss auf dem Giebel über dem Balkon auf Eingangsseite. Auf dem Wappen kreuzen sich vier Schwerter zu einem „W“. Es wird von zwei geflügelten Adlerlöwen flankiert. Die anliegenden Fenster des ersten Stocks sind mit verschiedenen Maskaronen verziert.
Über die Jahre trug das Gebäude verschiedene Namen und wurde zu verschiedenen Zwecken genutzt. 1828 war es als Haus Johann Palekutsevny bekannt. 1840 beherbergte es das Gasthaus Zur goldenen Sonne (rumänisch La Soarele de Aur), später das Lebensmittelgeschäft Zum weißen Hund (rumänisch Câinele Alb) und das Geschäft Zur großen Flöte (rumänisch La Fluierul Mare). Es ist auch als Haus Weiss (rumänisch Casa Weiss) oder als Geschäftsgebäude Weiss-Grünbaum (rumänisch Casa Comercială Weiss-Grünbaum) bekannt.
Zur Zeit des Kommunismus in Rumänien residierten hier verschiedene Ämter. Derzeit werden die Räume des Gebäudes als Büros genutzt.